# 거품 상자

거품 상자

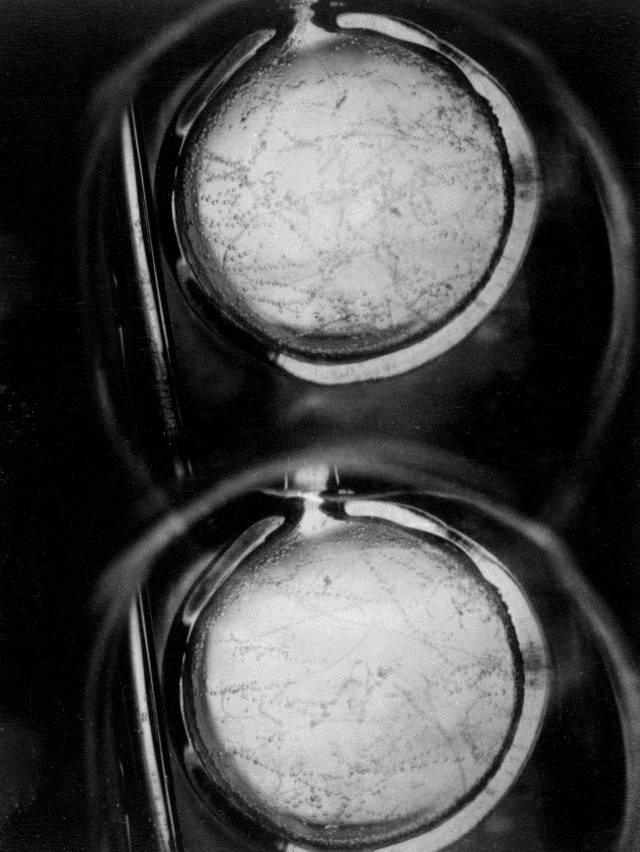
액체 수소 거품 상자 내에서 관측된 첫 트랙

거품 상자(bubble chamber), 기포 상자는 초가열된 투명한 액체로 채워진 용기이다. 주로 액체 수소로 채워지며, 그 내부에서 움직이는 하전입자를 검출하는 데 쓰인다. 1952년 도널드 글레이저가 발명하였으며, 그는 이 공로로 1960년 노벨 물리학상을 수상했다.
전해지는 이야기에 따르면 글레이저는 맥주 컵의 거품에서 영감을 얻었다. 그러나 2006년 그의 강연에서 이 이야기에 반론을 제기하였다. 비록 맥주가 영감을 주지는 못했지만 그가 초기의 원형(프로토타입)에 맥주를 사용한 것은 사실이었다.
거품 상자는 발명 이후 1970년대까지 입자물리학 분야에서 널리 쓰였으나 다중선 비례상자(multi-wire proportional chamber), 스파크 상자(spark chamber), 반도체 검출기 등으로 대체되었다. 1973년 유럽입자물리연구소에서 중성류(neutral current)를 입증하기 사용한 가가멜(Gargamelle) 거품 상자 등이 유명하다.